# Mighty Morphin Power Rangers: Once and Always
Mighty Morphin Power Rangers: Once and Always (Power Rangers: Agora e Sempre no Brasil e em Portugal) é um filme especial de streaming americano de super-herói de 2023 que celebra os trinta anos da franquia Power Rangers, trazendo de volta parte do elenco original de Mighty Morphin Power Rangers.

## Sinopse
A nova aventura mostra os Rangers cara a cara com uma ameaça familiar do passado. Em meio a uma crise global, eles são chamados mais uma vez para serem os heróis de que o mundo precisa. Inspirado no lendário mantra da franquia ‘Once a Ranger, Always a Ranger’, Once & Always lembra a todos que quando você se torna um Ranger, você sempre faz parte da família Ranger e é sempre bem-vindo.
Após uma tragédia, uma jovem heroína assume seu lugar de direito entre os Power Rangers para enfrentar a rival mais antiga da equipe.

## Produção

### Filmagens
As gravações ocorreram na Nova Zelândia no período de outubro de 2022.

## Elenco
- David Yost como Billy Cranston, Mighty Morphin Ranger Azul[7]
- Walter Jones como Zack Taylor, Mighty Morphin Ranger Preto (I)[7]
- Steve Cardenas como Rocky DeSantos, Mighty Morphin Ranger Vermelho (II)[8]
- Catherine Sutherland como Katherine Hillard, Mighty Morphin Ranger Rosa (II)[8]
- Barbara Goodson (voz) como Rita Repulsa[9]
- Richard Horvitz (voz) como Alpha[9]

Convidados especiais
- Johnny Yong Bosch como Adam Park[8]
- Karan Ashley como Aisha Campbell[8]

Apresentando
- Charlie Kersh como Minh Kwan[8]

## Dublagem
Com direção de Henrique Canales, a versão brasileira é realizada pelo estúdio UniDub. Conta com Peterson Adriano como Zack Taylor/Ranger Preto, Eduardo Dascar como Billy Cranston/Ranger Azul, Duda Ribeiro como Rocky DeSantos/Ranger Vermelho, Marisa Leal como Kat Hillard/Ranger Rosa, Christiano Torreão como Adam Park, Fernanda Crispim como Aisha Campbell, Hercules Franco como Alpha, Rebeca Zadra como Robô Rita e Nina Medeiros será a voz de Minh, a filha de Trini, primeira Ranger Amarela.

## Atores ausentes
Ficaram de fora a atriz Amy Jo Johnson, a Kimberly, primeira Ranger Rosa, que recusou a oferta para participar da produção, alegando motivo pessoal, e o ator Austin St. John, o primeiro Ranger Vermelho, que atualmente é investigado por fraude fiscal nos Estados Unidos. Ambos foram substituídos pelos segundos Ranger Rosa e Vermelho.[10]
Já se sabia inicialmente que o especial seria uma homenagem a Thuy Trang, intérprete de Trini Kwan, a primeira ranger amarela. A atriz morreu em um acidente de carro em 2001, aos 27 anos. A homenagem a Jason David Frank foi um pouco mais tímida, já que o ator morreu de forma inesperada em novembro de 2022, quando as gravações já estavam em andamento. Intérprete de Tommy Oliver também recusou participar do especial na época. O mesmo estava com planos de desvincular sua imagem da franquia. [11]

## Exibição
Estreia em 19 de Abril de 2023 na Netflix.